# Desa Purwadadi (administrativ by i Indonesien, Jawa Barat, lat -6,46, long 107,69)
Desa Purwadadi är en administrativ by i Indonesien.   Den ligger i provinsen Jawa Barat, i den västra delen av landet, 100 km öster om huvudstaden Jakarta.